# O Mito da Doença Mental
The Myth Of Mental Illness: Foundations of a Theory of Personal Conduct (O Mito da Doença Mental em português) é um livro lançado por Thomas Szasz em 1961. Bastante influente no movimento de antipsiquiatria, argumenta que os transtornos mentais são uma espécie de construtivismo social criado pelos médicos.

## Resumo
Estritamente falando, a doença ou a enfermidade só podem afetar o corpo; portanto, não pode haver nenhuma doença mental.
"Doença mental" é uma metáfora. As mentes podem estar "doentes" apenas no sentido em que as brincadeiras estão "doentes" ou as economias estão "doentes".
Os diagnósticos psiquiátricos estigmatizam rótulos, construídos à semelhança dos diagnósticos médicos e aplicados a pessoas cujo comportamento incomoda e ofende a outros.
Os que sofrem e reclamam de seu próprio comportamento são em geral classificados como "neuróticos"; aqueles cujo comportamento faz com que outras pessoas sofram,  e a respeito de quem outros reclamam, são em geral classificados como "psicóticos".
A doença mental não é algo que alguém tenha, mas algo que alguém faz ou é.
Se não existe doença mental, não pode existir tratamento, hospitalização ou cura para ela. Obviamente, as pessoas podem mudar seu comportamento ou personalidade, com ou sem intervenção psiquiátrica. Tal intervenção é atualmente chamada de "tratamento" e a mudança, quando se dá num sentido aprovado pela sociedade, é chamada de "recuperação" ou "cura".
A introdução de considerações psiquiátricas na administração das leis criminais — por exemplo, a insanidade mental como justificativa e veredito, os diagnósticos de incompetência mental para serem submetidos a julgamento e assim por diante — corrompe a lei e vitima o sujeito em favor de quem elas são ostensivamente empregadas.
A conduta pessoal é sempre padronizada, estratégica e significativa. Os padrões de relações sociais e interpessoais podem ser vistos e analisados como se fossem jogos onde o comportamento dos jogadores é governado por regras tácitas ou explícitas.
Na maior parte das psicoterapias voluntárias, o terapeuta tenta elucidar as regras inexplícitas do jogo através dos quais o cliente se comporta; e tenta ajudar o cliente a analisar os objetivos e valores dos jogos de vida que ele joga.
Não existe nenhuma justificação médica, moral ou legal para as intervenções psiquiátricas involuntárias. Elas são crimes contra a humanidade.
Até onde o homem conseguiu obter conhecimento, a dominar a ciência sobre o cérebro o tornou autoridade limitada. Pois, o cérebro é um "universo" em que há muita coisa desconhecida. Ainda não se sabe usar de sua potencialidade. E muitos dos problemas que são refletidos pelo cérebro são baseados em comportamentos apenas, pois não se sabe aprofundar toda sistemática do cérebro — "é um universo". Então, a ciência ora muito se sabe e ora nada sabe. Pode ser ou não, que no futuro possam desbravar essa potencialidade e de fato ter a ciência correta sobre o cérebro. Até lá, o que haverá serão especialistas, na mais boa intenção, fazendo rótulos baseados em comportamento pelo simples fato do desconhecimento do cérebro em suas potencialidades e deficiências — não há, atualmente, como mensurar isso precisamente. O homem aprendeu a rotular com base no que observa. Mas não se pode negar que infelizmente é assim que o homem evolui o seu conhecimento sobre qualquer coisa, onde nesse processo aprende muito com o erro.